# Ori di Oplontis

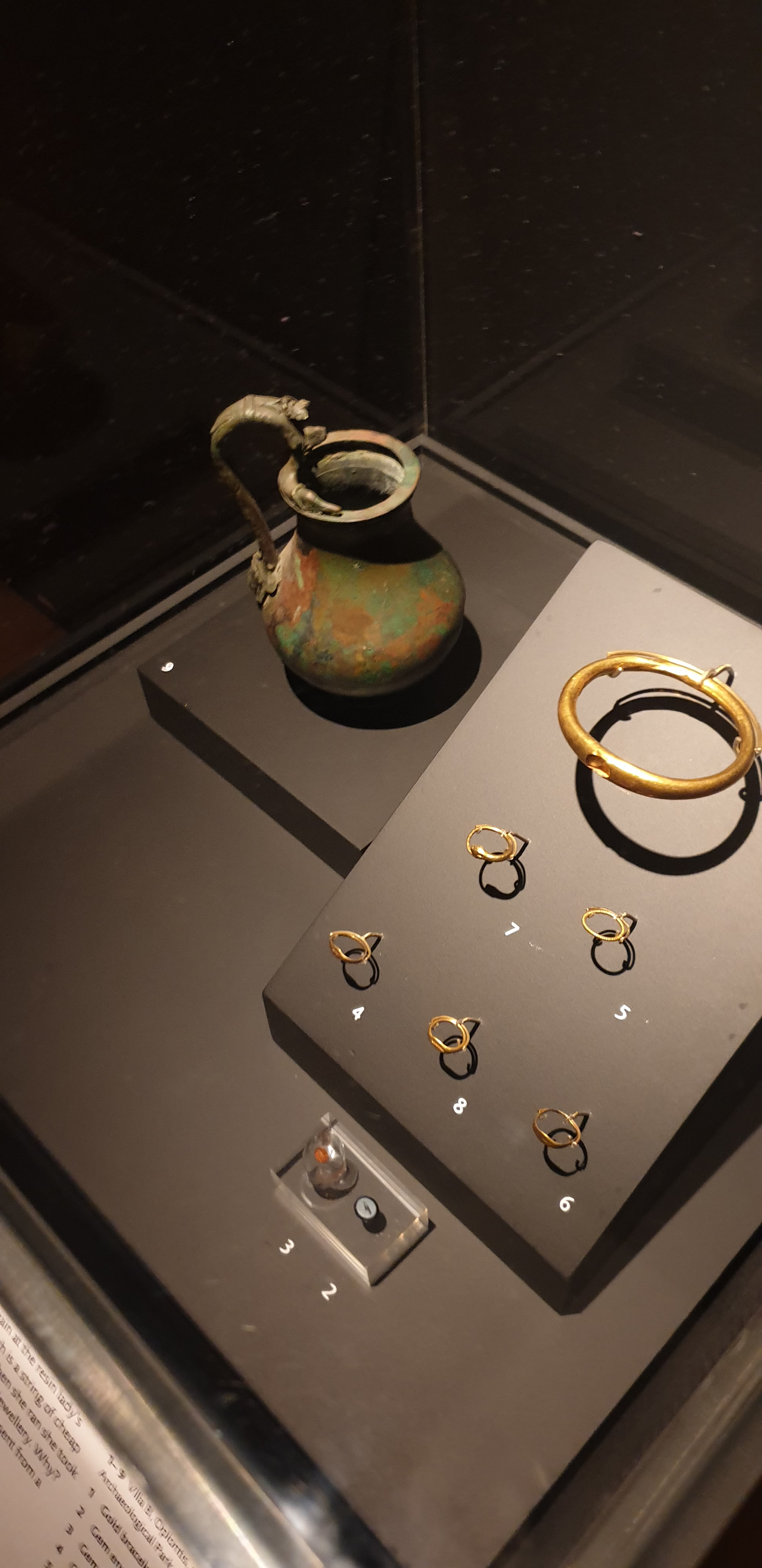
Alcuni monili degli Ori di Oplontis

Gli Ori di Oplontis sono un insieme di monete romane e pezzi di oreficeria rinvenuti a Torre Annunziata nel 1984, durante le operazioni di scavo della villa di Lucius Crassius Tertius, all'interno degli scavi archeologici di Oplonti.

## Storia
Il tesoro fu ritrovato accanto a 54 scheletri di donne e bambini, oltre a quello di un uomo armato di spada. Si erano tutti rifugiati all'interno della villa, durante l'eruzione del Vesuvio del 79.

## Descrizione
Le monete appartengono tutte all'epoca imperiale, di Tiberio, Nerone e Tito. Il tesoro è costituito da 150 monete d'oro e da oltre 900 monete in argento e bronzo. Molti monili sono in oro, talvolta impreziositi da gemme preziose come smeraldi o cromo-calcedonio.

## Esposizioni
Gli Ori di Oplontis furono esposti per la prima volta a Roma all'interno di Castel Sant'Angelo, dal 14 al 28 aprile 1987.
Negli Stati Uniti d'America tra il 2016 ed il 2017 fu allestita la mostra itinerante Leisure and Luxury in the Age of Nerone: The Villas of Oplontis near Pompeii. Gli Ori di Oplonti furono esposti nei seguenti musei:
- Kelsey Museum of Archaeology in Michigan (19 febbraio-15 maggio 2016)
- Museum of the Rockies presso la Montana State University (18 giugno-31 dicembre 2016)
- Smith College Museum of Art di Northampton in Massachusetts (3 febbraio-13 agosto 2017)